# Manuel Mateu i Térmens
Manuel Mateu i Térmens   (Sabadell, 1903 - segle XX (<1995)), fou un atleta català, campió de Catalunya, campió record-man espanyol i internacional en 400 metres tanques. Manuel Mateu Térmens és considerat un dels pioners de l'atletisme a Catalunya i a la seva ciutat natal, Sabadell. Inicialment, Mateu s'incorporà al món de l'atletisme a començaments dels anys 20 a través del Club Natació Sabadell i és considerat un dels pioners a Catalunya, i probablement a la resta de l'estat espanyol en la pràctica de la prova de tanques.
De totes maneres, les dificultats de l'època per a entrenar, la manca de terrenys específics per a la pràctica atlètica i el fet que l'atletisme no comptés amb un club específic d'aquest esport sinó que solia ser una secció d'un club que tenia un altre esport, feien difícil la progressió i l'aprenentatge d'aquest esport. Malgrat tot, Mateu aconseguí proclamar-se campió de Catalunya i d'Espanya de 400 metres tanques i aconseguir ser el recordman espanyol de la disciplina, a part de ser dels pioners en competir a nivell internacional.
Existeixen registres que mostren que Mateu, va aconseguir en els campionats d'Espanya de 1924, celebrats a l'Estadi Berazubi de Tolosa proclamar-se campió amb una marca d'1 minut 3 segons i 4 centèsimes, establint aleshores un nou rècord d'Espanya. Dos anys més tard el tornaria a batre amb un temps d'1 minut 1 segon i 6 centèsimes, rècord que es va mantenir fins a l'any 1951. La gran decepció de Mateu fou la seva exclusió dels Jocs Olímpics d'Estiu de 1924 celebrats a París al no aconseguir una marca mínima per a poder participar-hi.
Una de les característiques de Mateu, i de l'atletisme en el seu temps era que completava la seva formació de manera autodidàctica, en una prova que requereix un seguiment tècnic constant que no tenia. Per exemple, Mateu va fer les millors marques saltant les tanques amb la cama flexionada, quan el correcte és fer-ho amb la cama estirada, la qual cosa l'allunyava de les millors marques internacionals.
L'any 1927, Mateu marxa de Sabadell i s'estableix a Badalona, començant a competir pel FC Badalona. Amb el club badaloní aconseguí ser record-man espanyol dels 200 metres tanques amb un temps de 28 segons i 6 centésimes.

## Palmarès
Campionat de Catalunya
- 400 metres tanques: 1925, 1926, 1927, 1928

Campionat d'Espanya
- 400 metres tanques: 1924, 1926